# Eleição municipal de Maracanaú em 2016
A eleição municipal de Maracanaú em 2016 foi realizada em 2 de outubro, para eleger um prefeito, um vice-prefeito e 21 vereadores para a administração da cidade. O então prefeito Firmo Camurça (PR), eleito em 2012 com apoio do ex-prefeito Roberto Pessoa, o qual se tornou seu vice neste escurtínio, foi reeleito para o cargo em turno único, com 72,10% dos votos válidos, derrotando o candidato do PDT, Júlio César Filho.
Os candidatos eleitos exercem mandatos de quatro anos, como previsto na Constituição brasileira, iniciado em 1º de janeiro de 2017. De acordo com o Tribunal Superior Eleitoral, foram contabilizados na disputa 138.030 eleitores aptos e 6.672 abstenções, de forma que 4,83% do eleitorado não compareceu às urnas naquele turno. 

## Antecedentes
Na eleição municipal de 2012, Firmo Camurça, apoiado pelo ex-prefeito Roberto Pessoa e até pelo Partido dos Trabalhadores, derrotou os candidatos Júlio César (PSD), Sergio Moraes (PRTB) e Ciro Augusto (PSOL). Na ocasião, o candidato venceu com 73,10% dos votos válidos. Firmo iniciou a carreira na política em 1988 como vereador de sua cidade natal, foi presidente da Câmara Municipal de Maracanaú e atualmente cumpre sua reeleição para a prefeitura do município. 

## Campanha
Durante a busca pela reeleição em 2016, Firmo procurou manter a popularidade que carregava desde 2012, enfatizando as benfeitorias que fez para o município durante o primeiro mandato e repercutindo o Prêmio Objetivo de Desenvolvimento do Milênio que recebeu da ONU e da Presidência da República em 2014, homenageando a qualidade da Rede de Segurança Alimentar, implementada na época. 

## Resultados

### Prefeito
| Candidato(a)       | Vice                | Coligação | Votos recebidos | Percentual |
| ------------------ | ------------------- | --- | --------------- | ---------- |
| Firmo Camurça (PR) | Roberto Pessoa (PR) | Maracanaú: Juntos Mais uma Vez PR / PRB / PTB / PMDB / PSL / PTN / DEM / PSDC / PMN / PMB / PSDB / PPL / PSD / PCdoB | 81.315          | 72,10%     |
| Julinho (PDT)      | Rosa Dantas (PSC)   | Um Novo Tempo, Mais Competência, Mais Resultados PDT / PSC / PP / PRTB / PHS / PTC / PSB / PV / PRP / PEN            | 31.469          | 27,90%     |

| Partido | Partido | Candidato     | Votos   | Votos (%) |
| ------- | ------- | ------------- | ------- | --------- |
|         | PR      | Firmo Camurça | 81 315  | 72,1%     |
|         | PDT     | Julinho       | 31 469  | 27,9%     |
| Totais  | Totais  | Totais        | 112 784 |           |
| Fonte:  |         |               |         |           |

### Vereador
Entre os 21 vereadores eleitos, Rafael Cavalcante Lacerda (PSD) recebeu a maior quantia de votos válidos (4,22%). Foram contabilizados 123.138 votos válidos, 3.156 votos em branco e 5.064 votos nulos. 6 672 eleitores não compareceram às urnas. 
| Nome                                | Partido político                               | Coligação                                      | Votos recebidos | Percentual |
| ----------------------------------- | ---------------------------------------------- | ---------------------------------------------- | --------------- | ---------- |
| Rafael Cavalcante Lacerda           | Partido Social Democrático (PSD)               | Para Maracanaú Seguir Avançando                | 5199            | 4.22%      |
| Jose Valdemi Gomes Peixoto          | Partido da República (PR)                      | Trabalho e Cidadânia                           | 3585            | 2.91%      |
| Carlos Alberto Gomes de Matos Mota  | Democratas (DEM)                               | Democratas (sem coligação)                     | 3556            | 2.89%      |
| Lucinildo da Frota Brito            | Partido da República (PR)                      | Trabalho e Cidadânia                           | 3486            | 2.83%      |
| Josué Martins Ferreira              | Partido da República (PR)                      | Trabalho e Cidadânia                           | 2702            | 2.19%      |
| Cristiano de Almeida Lima           | Partido da Mobilização Nacional (PMN)          | Maracanaú Melhor                               | 2526            | 2.05%      |
| Francisco Antonio Ferreira da Silva | Partido Comunista do Brasil (PCdoB)            | Trabalho e Cidadânia                           | 2508            | 2.04%      |
| Raphael Pessoa Mota                 | Movimento Democrático Brasileiro (MDB)         | Para Maracanaú Seguir Avançando                | 2497            | 2.03%      |
| Cesar Augusto Von Paumgartten       | Movimento Democrático Brasileiro (MDB)         | Para Maracanaú Seguir Avançando                | 2217            | 1.8%       |
| Jose Patriarca Neto                 | Partido Trabalhista Brasileiro (PTB)           | Para Maracanaú Seguir Avançando                | 2107            | 1.71%      |
| Helenita Sousa Oliveira Nunes       | Democratas (DEM)                               | Democratas (sem coligação)                     | 2093            | 1.7%       |
| Pedro Rodrigues de Paula            | Partido Republicano Brasileiro (PRB)           | Partido Republicano Brasileiro (sem coligação) | 2069            | 1.68%      |
| Francisco Antenor Nunes Mariano     | Partido da Social Democracia Brasileira (PSDB) | Maracanaú Melhor                               | 1942            | 1.58%      |
| Manoel Vieira Correia               | Partido da Mobilização Nacional (PMN)          | Maracanaú Melhor                               | 1807            | 1.47%      |
| Roberio Santos Oliveira             | Partido Social Liberal (PSL)                   | Partido Social Liberal (sem coligação)         | 1758            | 1.43%      |
| Maria Rocha Abreu                   | Partido Trabalhista Brasileiro (PTB)           | Para Maracanaú Seguir Avançando                | 1734            | 1.41%      |
| Adauto Parente de Alburquerque      | Democratas (DEM)                               | Democratas (sem coligação)                     | 1657            | 1.35%      |
| Julio Cesar Costa Lima              | Patriota (PATRI)                               | A Mudança Começa Agora                         | 1556            | 1.26%      |
| Tales Alves Saraiva                 | Partido Humanista da Solidariedade (PHS)       | A Mudança Começa Agora                         | 1389            | 1.13%      |
| Maria Ivani Aguiar de Sousa         | Partido Social Liberal (PSL)                   | Partido Social Liberal (sem coligação)         | 1389            | 1.13%      |
| Jeorgenes Castro E Silva            | Partido Republicano Brasileiro (PRB)           | Partido Republicano Brasileiro (sem coligação) | 1177            | 0.96%      |